# 久岡幸太郎
久岡 幸太郎（ひさおか こうたろう、1997年1月4日 - ）は、日本の男子プロバスケットボール選手である。ポジションはポイントガード。B.LEAGUEの茨城ロボッツ所属。

## 来歴
大石中学校卒業後、前橋育英高校へ入学。入学後は1年時からベンチ入りし、試合にも出場していた。最高成績はインターハイベスト8。
高校卒業後は中央大学へ進学。
4年次にはチームメイトからの推薦でキャプテンに就任した。
2018年11月、アースフレンズ東京Zと特別指定選手契約を結ぶ。
2019年1月11日、アースフレンズ東京Zと特別指定選手契約から通常の選手契約を結ぶ。
2022年6月24日、香川ファイブアローズへ移籍。
2023年9月20日、広島ドラゴンフライズへ移籍。
久岡自身初のB1挑戦となった。
2024年1月12日、茨城ロボッツへ移籍。